# Catetere di Fogarty
Il catetere di Fogarty, o catetere per embolectomia arteriosa, è un dispositivo medico sviluppato dal dottor Thomas J. Fogarty per rimuovere, per via percutanea, emboli e trombi di recente insorgenza (cosiddetti trombi "morbidi") che si vengono a formare all'interno di un vaso arterioso.

## Storia
Il catetere fu inventato e sviluppato dal dott. Thomas Fogarty nel 1963, ed è ampiamente utilizzato in tutto il mondo in diversi tipi di procedure mediche e nel trattamento routinario di pazienti affetti da problemi di tipo tromboembolico, sia arteriosi sia venosi, in quanto rappresenta una soluzione rapida al problema e di semplice esecuzione tecnica.

## Struttura del dispositivo
Un catetere di Fogarty è un dispositivo semplice costituito da un tubo in materiale plastico o in silicone, sterilizzato, e un palloncino gonfiabile, anch'esso in silicone o lattice, che si trova posizionato proprio sulla punta del catetere. Questo palloncino può essere gonfiato con aria o con un liquido sterile, ad esempio della normale soluzione fisiologica. È proprio il gonfiaggio del palloncino che permette di mantenere il catetere nella corretta posizione.
Alcuni produttori ricorrono a un rinforzo del corpo del catetere con dell'acciaio inox al fine di fornire più forza e flessibilità al dispositivo.
La presenza di fibre di acciaio conferisce al dispositivo anche la caratteristica di risultare radioopaco, e quindi di facilmente visibile in radioscopia o su una lastra radiologica. Alla base del catetere è in genere posizionato un attacco liscio che facilita il raccordo e l'inserimento della punta di una siringa permettendo così il successivo gonfiaggio del palloncino.
La dimensione del catetere per embolectomia arteriosa Fogarty è descritta utilizzando le unità francesi, le quali sono graduate in terzi di millimetro. Le dimensioni più comuni variano da 2F a 7F. Si ricorda che 1 F equivale a 0,33 mm di diametro. Anche la lunghezza complessiva del dispositivo è variabile: generalmente circa 40 cm per i diametri più piccoli (2F) fino a 80–100 cm per i diametri maggiori (5-7F).
Il palloncino di gonfiaggio può avere invece diametri variabili dai 4 ai 14 mm e volumi di gonfiaggio compresi in un intervallo tra 0,05 e 2 mL (cm3).
Spesso i produttori differenziano le diverse misure di lunghezza e di diametro dei cateteri ricorrendo a delle scale colorate.

## Procedura e utilizzo
Il dispositivo può essere utilizzato dai chirurghi vascolari nel corso di un intervento di embolectomia, ad esempio per un'ischemia acuta degli arti inferiori.
L'operatore provvede come prima cosa a isolare chirurgicamente una porzione prossimale dell'asse arterioso interessato dal processo trombo-embolico.
Quindi si pratica l'interruzione temporanea del flusso vascolare del vaso, a monte e a valle del sito individuato per la successiva arteriotomia. L'operatore procede quindi con una incisione del vaso (arteriotomia) e attraverso questa "porta" introduce il catetere che viene successivamente spinto con delicatezza e attenzione oltre l'embolo.
Nelle fasi terminali della procedura si esegue il gonfiaggio del palloncino, indi il catetere viene ritirato attraverso la breccia chirurgica vasale. Durante il ritiro del catetere l'embolo rimane imprigionato dal palloncino e viene trascinato fuori. Il chirurgo provvede quindi alla riparazione del vaso, attraverso una sutura diretta (raffia del vaso), o applicando una “patch” (letteralmente una pezza o toppa) di un materiale artificiale o naturale.
In anni recenti, pur essendo stato a lungo utilizzato come trattamento di scelta in soggetti affetti da ostruzioni arteriose acute, il ricorso al catetere per embolectomia Fogarty è stato messo in discussione preferendogli spesso un trattamento di tipo trombolitico loco-regionale.